# Dos Barcos
Dos Barcos (en inglés: Two Boats Village), es un pueblo al pie de la Montaña Verde, Isla Ascensión, a unos 3 kilómetros de la Base Aérea de la Isla Ascensión. Tiene una población de alrededor de 120 habitantes y es de carácter residencial.
Dos barcos es también el sitio del Club de Dos Barcos (bar y snack bar con música en vivo), una gran piscina de agua dulce, un parque infantil y la única escuela de la isla (la escuela de Dos Barcos).
La localidad recibió se nombre por dos barcos que fueron colocados originalmente para proporcionar sombra a los Royal Marines que transportaban agua en el siglo XIX.